# Esi (Vorname)
Esi ist ein weiblicher Vorname.

## Herkunft und Bedeutung
Der westafrikanische Vorname bedeutet in der Sprache der Akan geboren am Sonntag.

## Bekannte Namensträgerinnen
- Esi Edugyan (* 1978), kanadische Schriftstellerin mit ghanaischen Wurzeln